# Bella Italia
Bella Italia är en ort i Argentina.   Den ligger i provinsen Santa Fe, i den centrala delen av landet, 500 kilometer nordväst om huvudstaden Buenos Aires. Bella Italia ligger 77 meter över havet och antalet invånare är 1 100.
Terrängen runt Bella Italia är platt. Närmaste större samhälle är Rafaela, 6,4 kilometer väster om Bella Italia.
Trakten runt Bella Italia består till största delen av jordbruksmark. Runt Bella Italia är det glesbefolkat, med 19 invånare per kvadratkilometer.